# أبو عبد الله غلام الله
بو عبد الله غلام الله (14 فبراير 1934 -) هو سياسي جزائري.

## حياته ونشأته
بولاية غليزان غرب الجزائر العاصمة، متحصل على الشهادة الثانوية من جامع الزيتونة بتونس سنة 1968. وشهادة ليسانس في العلوم الاجتماعية.

## مسيرته ومناصب
- عمل كمسؤول عن الصفحة الثقافية في جريدة الشعب الحكومية بالجزائر.
- ثم مديرا لجريدة الشعب من سنة 1968 حتى سنة 1970.
- ثم شغل منصب مفتش التربية والتكوين بوزارة التربية الوطنية الجزائرية.
- ثم مديرا مكلفا بتطبيق التعليم الأساسي بوزارة التربية الوطنية الجزائرية.
- مديرا لتكوين الإطارات والامتحانات والتربصات بوزارة التربية الوطنية الجزائرية.
- ثم في سنة 1990 عين بمرسوم رئاسي أمينا عاما لوزارة التربية الوطنية الجزائرية.

ليتم تهميشه عن الساحة الإدارية ويحال على التقاعد، حتى مجيئ الرئيس اليامين زروال ليتم استوزاره وزارة الشؤون الدينية منذ سنة 1997 إلى 2014.
هو عضو في حزب التجمع الوطني الديمقراطي RND والمترشح تحت مظلته للدخول للبرلمان الجزائري. عرف دعمه وتنفيذه لسياسة رئيس الجمهورية عبد العزيز بوتفليقة الرامية لدعم الزواية الدينية التي تم تهميشها في السنين الماضية وكذت الطرق الصوفية التي عرفت في عهده ظهورا إعلاميا لم تشهده من قبل.

### المجلس الإسلامي الأعلى
في سنة 2016، عُيّن من طرف الرئيس عبد العزيز بوتفليقة على رأس المجلس الإسلامي الأعلى (الجزائر). وأُنهيت مهامه كرئيس للمجلس عام 2024.